# PLI-Test
Als PLI-Test wird ein vor allem in der Tiermedizin bei Hund (cPLI) und Katze (fPLI) angewandtes Verfahren zur Diagnostik von Erkrankungen der Bauchspeicheldrüse bezeichnet.
PLI steht hierbei als Abkürzung für pancreatic lipase immunoreactivity (Pankreaslipase-Immunreaktivität). Hierbei wird anstelle der klassischen Messung der kinetischen Aktivität der Lipase im Blut ihre tatsächliche Konzentration gemessen. Der diagnostische Test ist hoch spezifisch für die Aktivität des exokrinen Anteils der Bauchspeicheldrüse bei Hund und Katze und hat unter allen verfügbaren Untersuchungsmethoden neben der Bestimmung der DGGR-Lipase die höchste Sensitivität für die Diagnose einer Pankreatitis. Mit einer Sensitivität von 73 Prozent und einer Spezifität von 66 Prozent sollten für eine definitive Diagnose jedoch noch weitere Untersuchungsverfahren wie die Sonografie herangezogen werden. Für den Nachweis einer exokrinen Pankreasinsuffizienz ist die Bestimmung des PLI-Wertes dem TLI-Test unterlegen.